# Mosopia
Mosopia is een geslacht van vlinders van de familie spinneruilen (Erebidae), uit de onderfamilie Herminiinae.

## Soorten
- M. eudoxusalis Walker, 1858
- M. magniplaga Swinhoe, 1905
- M. megaspila Walker, 1865